# Record europei del nuoto
I record europei del nuoto sono i tempi più veloci mai nuotati in una competizione, da un nuotatore rappresentante una federazione europea. 
Ogni record, maschile e femminile, in vasca lunga e in vasca corta, viene ratificato dalla LEN.
(Dati aggiornati al 29 luglio 2025)

## Vasca lunga (50m)

### Uomini
| Gara                     | Tempo    | +               | Atleta                                                                                       | Nazionalità        | Data           | Evento                | Luogo                  | Ref    |
| ------------------------ | -------- | --------------- | -------------------------------------------------------------------------------------------- | ------------------ | -------------- | --------------------- | ---------------------- | ------ |
| Stile libero             |          |                 |                                                                                              |                    |                |                       |                        |        |
| 50 m                     | 20"94    |                 | Frédérick Bousquet                                                                           | Francia            | 26 aprile 2009 | Campionati francesi   | Montpellier, Francia   | [ 1 ]  |
| 100 m                    | 46"51    |                 | David Popovici                                                                               | Romania            | 31 luglio 2025 | Campionati mondiali   | Kallang, Singapore     | [ 2 ]  |
| 200 m                    | 1'42"00  | g               | Paul Biedermann                                                                              | Germania           | 28 luglio 2009 | Campionati mondiali   | Roma, Italia           | [ 3 ]  |
| 400 m                    | 3'39"96  | Record mondiale | Lukas Märtens                                                                                | Germania           | 12 aprile 2025 | Open di Svezia 2025   | Stoccolma, Svezia      |        |
| 800 m                    | 7’38”12  |                 | Sven Schwarz                                                                                 | Germania           | 2 maggio 2025  | Trials tedeschi       | Berlino, Germania      |        |
| 1500 m                   | 14'32"80 |                 | Gregorio Paltrinieri                                                                         | Italia             | 25 giugno 2022 | Campionati mondiali   | Budapest, Ungheria     |        |
| Dorso                    |          |                 |                                                                                              |                    |                |                       |                        |        |
| 50 m                     | 23"55    | sf              | Kliment Kolesnikov                                                                           | Russia             | 27 luglio 2023 | Coppa di Russia       | Kazan', Russia         | [ 4 ]  |
| 100 m                    | 51"60    | Record mondiale | Thomas Ceccon                                                                                | Italia             | 20 giugno 2022 | Campionati mondiali   | Budapest, Ungheria     |        |
| 200 m                    | 1'53"19  |                 | Hubert Kos                                                                                   | Ungheria           | 1 agosto 2025  | Campionati mondiali   | Kallang, Singapore     |        |
| Rana                     |          |                 |                                                                                              |                    |                |                       |                        |        |
| 50 m                     | 25"95    | sf              | Adam Peaty                                                                                   | Gran Bretagna      | 25 luglio 2017 | Campionati mondiali   | Budapest, Ungheria     | [ 5 ]  |
| 100 m                    | 56"88    | sf              | Adam Peaty                                                                                   | Gran Bretagna      | 21 luglio 2019 | Campionati mondiali   | Gwangju, Corea del Sud |        |
| 200 m                    | 2'05"85  |                 | Léon Marchand                                                                                | Francia            | 31 luglio 2024 | Giochi olimpici       | Parigi, Francia        | [ 6 ]  |
| Farfalla                 |          |                 |                                                                                              |                    |                |                       |                        |        |
| 50 m                     | 22"27    | Record mondiale | Andrij Hovorov                                                                               | Ucraina            | 1º luglio 2018 | 55º Trofeo Settecolli | Roma, Italia           | [ 7 ]  |
| 100 m                    | 49"62    |                 | Maxime Grousset                                                                              | Francia            | 2 agosto 2025  | Campionati mondiali   | Kallang, Singapore     | [ 8 ]  |
| 200 m                    | 1'50"34  | Record mondiale | Kristóf Milák                                                                                | Ungheria           | 21 giugno 2022 | Campionati mondiali   | Budapest, Ungheria     |        |
| Misti                    |          |                 |                                                                                              |                    |                |                       |                        |        |
| 200 m                    | 1'52"69  | sf              | Léon Marchand                                                                                | Francia            | 30 luglio 2025 | Campionati mondiali   | Kallang, Singapore     |        |
| 400 m                    | 4'02"50  | Record mondiale | Léon Marchand                                                                                | Francia            | 23 luglio 2023 | Campionati mondiali   | Fukuoka, Giappone      |        |
| Staffette a stile libero |          |                 |                                                                                              |                    |                |                       |                        |        |
| 4x100 m                  | 3'08"32  | g               | Amaury Leveaux (47"91) Fabien Gilot (47"05) Frédérick Bousquet (46"63) Alain Bernard (46"73) | Francia            | 11 agosto 2008 | Giochi olimpici       | Pechino, Cina          | [ 9 ]  |
| 4x200 m                  | 6'58”58  |                 | Thomas Dean (1'45"72) James Guy (1'44”40) Matthew Richards (1'45”01) Duncan Scott (1'43"45)  | Regno Unito        | 28 luglio 2021 | Giochi olimpici       | Tokyo, Giappone        | [ 10 ] |
| Staffetta mista          |          |                 |                                                                                              |                    |                |                       |                        |        |
| 4x100 m                  | 3'26"93  |                 | Miron Lifintsev (52.44) Kirill Prigoda (57.92) Andrey Minakov (50.17) Egor Kornev (46.40)    | Neutral Athletes B | 3 agosto 2025  | Campionati mondiali   | Kallang, Singapore     |        |

Legenda:  - Record del mondo;

Record non ottenuti in finale: (b) - batteria; (sf) - semifinale; (s) - staffetta prima frazione.

(g) - in costume gommato 

### Donne
| Gara                     | Tempo    | +               | Atleta | Nazionalità   | Data           | Evento              | Luogo                   | Ref    |
| ------------------------ | -------- | --------------- | --- | ------------- | -------------- | ------------------- | ----------------------- | ------ |
| Stile libero             |          |                 | |               |                |                     |                         |        |
| 50 m                     | 23"61    | sf              | Sarah Sjöström                                                                                            | Svezia        | 29 luglio 2023 | Campionati mondiali | Fukuoka, Giappone       |        |
| 100 m                    | 51"71    | s               | Sarah Sjöström                                                                                            | Svezia        | 23 luglio 2017 | Campionati mondiali | Budapest, Ungheria      | [ 11 ] |
| 200 m                    | 1'52"98  | g               | Federica Pellegrini                                                                                       | Italia        | 29 luglio 2009 | Campionati mondiali | Roma, Italia            | [ 12 ] |
| 400 m                    | 3'59"15  | g               | Federica Pellegrini                                                                                       | Italia        | 26 luglio 2009 | Campionati mondiali | Roma, Italia            | [ 13 ] |
| 800 m                    | 8'12"81  |                 | Simona Quadarella                                                                                         | Italia        | 2 agosto 2025  | Campionati mondiali | Kallang, Singapore      | [ 14 ] |
| 1500 m                   | 15'31"79 |                 | Simona Quadarella                                                                                         | Italia        | 29 luglio 2025 | Campionati mondiali | Kallang, Singapore      | [ 15 ] |
| Dorso                    |          |                 | |               |                |                     |                         |        |
| 50 m                     | 27"10    |                 | Kira Toussaint                                                                                            | Paesi Bassi   | 10 aprile 2021 | Campionati olandesi | Eindhoven, Paesi Bassi  |        |
| 100 m                    | 58"08    | s               | Kathleen Dawson                                                                                           | Gran Bretagna | 23 maggio 2021 | Campionati europei  | Budapest, Ungheria      | [ 16 ] |
| 200 m                    | 2'04"94  | g               | Anastasija Zueva                                                                                          | Russia        | 1º agosto 2009 | Campionati mondiali | Roma, Italia            | [ 17 ] |
| Rana                     |          |                 | |               |                |                     |                         |        |
| 50 m                     | 29"16    | Record mondiale | Rūta Meilutytė                                                                                            | Lituania      | 30 luglio 2023 | Campionati mondiali | Fukuoka, Giappone       |        |
| 100 m                    | 1'04"35  | sf              | Rūta Meilutytė                                                                                            | Lituania      | 29 luglio 2013 | Campionati mondiali | Barcellona, Spagna      | [ 18 ] |
| 200 m                    | 2'17"55  | Record mondiale | Evgeniia Chikunova                                                                                        | Russia        | 21 aprile 2023 | Campionati russi    | Kazan', Russia          |        |
| Farfalla                 |          |                 | |               |                |                     |                         |        |
| 50 m                     | 24"43    | Record mondiale | Sarah Sjöström                                                                                            | Svezia        | 5 luglio 2014  | Campionati svedesi  | Stoccolma, Svezia       | [ 19 ] |
| 100 m                    | 55"48    |                 | Sarah Sjöström                                                                                            | Svezia        | 7 agosto 2016  | Giochi olimpici     | Rio de Janeiro, Brasile | [ 20 ] |
| 200 m                    | 2'04"27  | sf g            | Katinka Hosszú                                                                                            | Ungheria      | 29 luglio 2009 | Campionati mondiali | Roma, Italia            | [ 21 ] |
| Misti                    |          |                 | |               |                |                     |                         |        |
| 200 m                    | 2'06"12  |                 | Katinka Hosszú                                                                                            | Ungheria      | 3 agosto 2015  | Campionati mondiali | Kazan', Russia          | [ 22 ] |
| 400 m                    | 4'26"36  |                 | Katinka Hosszú                                                                                            | Ungheria      | 6 agosto 2016  | Giochi olimpici     | Rio de Janeiro, Brasile | [ 23 ] |
| Staffette a stile libero |          |                 | |               |                |                     |                         |        |
| 4x100 m                  | 3'31"72  | g               | Inge Dekker (53"61) Ranomi Kromowidjojo (52"30) Femke Heemskerk (53"03) Marleen Veldhuis (52"78)          | Paesi Bassi   | 26 luglio 2009 | Campionati mondiali | Roma, Italia            | [ 24 ] |
| 4x200 m                  | 7'45"51  | g               | Joanne Jackson (1'55"98) Jazmin Carlin (1'56"78) Caitlin McClatchey (1'56"42) Rebecca Adlington (1'56"33) | Gran Bretagna | 30 luglio 2009 | Campionati mondiali | Roma, Italia            | [ 25 ] |
| Staffetta mista          |          |                 | |               |                |                     |                         |        |
| 4x100 m                  | 3'53"38  |                 | Anastasija Zueva (58"96) Julija Efimova (1'04"03) Svetlana Čimrova (56"99) Veronika Popova (53"40)        | Russia        | 30 luglio 2017 | Campionati mondiali | Budapest, Ungheria      | [ 26 ] |

Legenda:  - Record del mondo;

Record non ottenuti in finale: (b) - batteria; (sf) - semifinale; (s) - staffetta prima frazione.

(g) - in costume gommato 

### Mista
| Gara                     | Tempo   | + | Atleta                                                                                   | Nazionalità   | Data           | Evento              | Luogo             | Ref    |
| ------------------------ | ------- | - | ---------------------------------------------------------------------------------------- | ------------- | -------------- | ------------------- | ----------------- | ------ |
| Staffetta a stile libero |         |   |                                                                                          |               |                |                     |                   |        |
| 4x100 m                  | 3'21"68 |   | Matthew Richards (47"83) Duncan Scott (47"46) Anna Hopkin (53"30) Freya Anderson (53"09) | Gran Bretagna | 29 luglio 2023 | Campionati mondiali | Fukuoka, Giappone |        |
| Staffetta mista          |         |   |                                                                                          |               |                |                     |                   |        |
| 4x100 m                  | 3'37"58 |   | Kathleen Dawson (58"80) Adam Peaty (56”78) James Guy (50"00) Anna Hopkin (52"00)         | Gran Bretagna | 31 luglio 2021 | Giochi olimpici     | Tokyo, Giappone   | [ 27 ] |

Legenda:  - Record del mondo;

Record non ottenuti in finale: (b) - batteria; (sf) - semifinale; (s) - staffetta prima frazione.

## Vasca corta (25m)

### Uomini
| Gara                     | Tempo    | +               | Atleta                                                                                                   | Nazionalità | Data             | Evento                        | Luogo                          | Ref    |
| ------------------------ | -------- | --------------- | --- | ----------- | ---------------- | ----------------------------- | ------------------------------ | ------ |
| Stile libero             |          |                 | |             |                  |                               |                                |        |
| 50 m                     | 20"18    |                 | Ben Proud                                                                                                | Regno Unito | 7 dicembre 2023  | Campionati europei            | Otopeni, Romania               | [ 28 ] |
| 100 m                    | 44"94    |                 | Amaury Leveaux                                                                                           | Francia     | 13 dicembre 2008 | Campionati europei            | Fiume, Croazia                 | [ 29 ] |
| 200 m                    | 1'39"37  |                 | Paul Biedermann                                                                                          | Germania    | 15 novembre 2009 | Coppa del Mondo               | Berlino, Germania              | [ 30 ] |
| 400 m                    | 3'32"25  | Record mondiale | Yannick Agnel                                                                                            | Francia     | 15 novembre 2012 | Campionati francesi           | Angers, Francia                | [ 31 ] |
| 800 m                    | 7'20"46  | Record mondiale | Daniel Wiffen                                                                                            | Irlanda     | 10 dicembre 2023 | Campionati europei            | Otopeni, Romania               | [ 32 ] |
| 1500 m                   | 14'06"88 | Record mondiale | Florian Wellbrock                                                                                        | Germania    | 21 dicembre 2021 | Campionati mondiali           | Abu Dhabi, Emirati Arabi Uniti |        |
| Dorso                    |          |                 | |             |                  |                               |                                |        |
| 50 m                     | 22"11    | Record mondiale | Kliment Kolesnikov                                                                                       | Russia      | 23 novembre 2022 | Solidarity Games              | Kazan', Russia                 |        |
| 100 m                    | 48"58    | s               | Kliment Kolesnikov                                                                                       | Russia      | 21 novembre 2020 | International Swimming League | Budapest, Ungheria             |        |
| 200 m                    | 1'45"65  |                 | Hubert Kós                                                                                               | Ungheria    | 15 dicembre 2024 | Campionati mondiali           | Budapest, Ungheria             |        |
| Rana                     |          |                 | |             |                  |                               |                                |        |
| 50 m                     | 24"95    | Record mondiale | Emre Sakçı                                                                                               | Turchia     | 26 dicembre 2021 | Campionati turchi             | Gaziantep, Turchia             |        |
| 100 m                    | 55"28    | Record mondiale | Il'ja Šymanovič                                                                                          | Bielorussia | 26 novembre 2021 | International Swimming League | Eindhoven, Paesi Bassi         |        |
| 200 m                    | 2'00"16  | Record mondiale | Kirill Prigoda                                                                                           | Russia      | 13 dicembre 2018 | Campionati mondiali           | Hangzhou, Cina                 | [ 34 ] |
| Farfalla                 |          |                 | |             |                  |                               |                                |        |
| 50 m                     | 21"32    | Record mondiale | Noè Ponti                                                                                                | Svizzera    | 11 dicembre 2024 | Campionati mondiali           | Budapest Ungheria              | [ 35 ] |
| 100 m                    | 47"71    | Record mondiale | Noè Ponti                                                                                                | Svizzera    | 14 dicembre 2024 | Campionati mondiali           | Budapest, Ungheria             | [ 36 ] |
| 200 m                    | 1'48"64  |                 | Alberto Razzetti                                                                                         | Italia      | 12 dicembre 2024 | Campionati mondiali           | Budapest, Ungheria             | [ 37 ] |
| Misti                    |          |                 | |             |                  |                               |                                |        |
| 100 m                    | 49"92    |                 | Léon Marchand                                                                                            | Francia     | 31 ottobre 2024  | Coppa del Mondo               | Singapore                      | [ 38 ] |
| 200 m                    | 1'48"88  | Record mondiale | Léon Marchand                                                                                            | Francia     | 1º novembre 2024 | Coppa del Mondo               | Singapore                      | [ 39 ] |
| 400 m                    | 3'56"47  |                 | Ilia Borodin                                                                                             | Russia      | 20 dicembre 2021 | Campionati mondiali           | Abu Dhabi, Emirati Arabi Uniti |        |
| Staffette a stile libero |          |                 | |             |                  |                               |                                |        |
| 4x50 m                   | 1'20"77  | [ 40 ]          | Alain Bernard (20"64) Fabien Gilot (20"33) Amaury Leveaux (19"93) Frédérick Bousquet (19"87)             | Francia     | 14 dicembre 2008 | Campionati europei            | Fiume, Croazia                 | [ 41 ] |
| 4x100 m                  | 3'02"75  |                 | Alessandro Miressi (46"15) Paolo Conte Bonin (45"93) Leonardo Deplano (45"54) Thomas Ceccon (45"13)      | Italia      | 13 dicembre 2022 | Campionati mondiali           | Melbourne, Australia           |        |
| 4x200 m                  | 6'46"84  |                 | Martin Maljutin (1'42"34) Michail Vekoviščev (1'41"57) Ivan Girev (1'41"85) Aleksandr Krasnych (1'41"08) | Russia      | 14 dicembre 2018 | Campionati mondiali           | Hangzhou, Cina                 |        |
| Staffette miste          |          |                 | |             |                  |                               |                                |        |
| 4x50 m                   | 1'29"72  | Record mondiale | Lorenzo Mora (22"65) Nicolò Martinenghi (24"95) Matteo Rivolta (21"60) Leonardo Deplano (20"52)          | Italia      | 17 dicembre 2022 | Campionati mondiali           | Melbourne, Australia           |        |
| 4x100 m                  | 3'18"68  | Record mondiale | Miron Lifincev (49"31) Kirill Prigoda (55"15) Andrej Minakov (48"80) Egor Kornev (45"42)                 | Russia      | 15 dicembre 2024 | Campionati mondiali           | Budapest Ungheria              |        |

Legenda:  - Record del mondo;

Record non ottenuti in finale: (b) - batteria; (sf) - semifinale; (s) - staffetta prima frazione.

### Donne
| Gara                     | Tempo    | +               | Atleta | Nazionalità        | Data                                               | Evento                                                                  | Luogo                                                    | Ref    |
| ------------------------ | -------- | --------------- | --- | ------------------ | -------------------------------------------------- | ----------------------------------------------------------------------- | -------------------------------------------------------- | ------ |
| Stile libero             |          |                 | |                    |                                                    |                                                                         |                                                          |        |
| 50 m                     | 22"93    |                 | Ranomi Kromowidjojo                                                                                           | Paesi Bassi        | 7 agosto 2017                                      | Coppa del Mondo                                                         | Berlino, Germania                                        | [ 42 ] |
| 100 m                    | 50"58    |                 | Sarah Sjöström                                                                                                | Svezia             | 11 agosto 2017                                     | Coppa del Mondo                                                         | Eindhoven, Paesi Bassi                                   | [ 43 ] |
| 200 m                    | 1'50"43  |                 | Sarah Sjöström                                                                                                | Svezia             | 12 agosto 2017                                     | Coppa del Mondo                                                         | Eindhoven, Paesi Bassi                                   | [ 44 ] |
| 400 m                    | 3'54"52  |                 | Mireia Belmonte García                                                                                        | Spagna             | 11 agosto 2013                                     | Coppa del Mondo                                                         | Berlino, Germania                                        | [ 45 ] |
| 800 m                    | 7'59"34  |                 | Mireia Belmonte García                                                                                        | Spagna             | 10 agosto 2013                                     | Coppa del Mondo                                                         | Berlino, Germania                                        | [ 46 ] |
| 1500 m                   | 15'18"01 |                 | Sarah Köhler                                                                                                  | Germania           | 16 novembre 2019                                   | Campionati tedeschi                                                     | Berlino, Germania                                        |        |
| Dorso                    |          |                 | |                    |                                                    |                                                                         |                                                          |        |
| 50 m                     | 25"60    |                 | Kira Toussaint Marija Kameneva                                                                                | Paesi Bassi Russia | 14 novembre 2020 18 dicembre 2020 24 novembre 2022 | International Swimming League Amsterdam Christmas Meet Solidarity Games | Budapest, Ungheria Amsterdam, Paesi Bassi Kazan', Russia |        |
| 100 m                    | 55"03    |                 | Katinka Hosszú                                                                                                | Ungheria           | 5 dicembre 2014                                    | Campionati mondiali                                                     | Doha, Qatar                                              | [ 47 ] |
| 200 m                    | 1'59"23  |                 | Katinka Hosszú                                                                                                | Ungheria           | 5 dicembre 2013                                    | Campionati mondiali                                                     | Doha, Qatar                                              | [ 48 ] |
| Rana                     |          |                 | |                    |                                                    |                                                                         |                                                          |        |
| 50 m                     | 28"37    | Record mondiale | Rūta Meilutytė                                                                                                | Lituania           | 17 dicembre 2022                                   | Campionati mondiali                                                     | Melbourne, Australia                                     |        |
| 100 m                    | 1'02"36  | Record mondiale | Rūta Meilutytė                                                                                                | Lituania           | 12 ottobre 2013                                    | Coppa del Mondo                                                         | Mosca, Russia                                            | [ 49 ] |
| 200 m                    | 2'14"70  |                 | Evgeniia Chikunova                                                                                            | Russia             | 25 novembre 2022                                   | Solidarity Games                                                        | Kazan', Russia                                           |        |
| Farfalla                 |          |                 | |                    |                                                    |                                                                         |                                                          |        |
| 50 m                     | 24"38    |                 | Therese Alshammar                                                                                             | Svezia             | 22 novembre 2009                                   | Coppa del Mondo                                                         | Singapore                                                | [ 50 ] |
| 100 m                    | 54"61    |                 | Sarah Sjöström                                                                                                | Svezia             | 7 dicembre 2014                                    | Campionati mondiali                                                     | Doha, Qatar                                              | [ 51 ] |
| 200 m                    | 1'59"61  |                 | Mireia Belmonte García                                                                                        | Spagna             | 3 dicembre 2014                                    | Campionati mondiali                                                     | Doha, Qatar                                              | [ 52 ] |
| Misti                    |          |                 | |                    |                                                    |                                                                         |                                                          |        |
| 100 m                    | 56"51    |                 | Katinka Hosszú                                                                                                | Ungheria           | 7 agosto 2017                                      | Coppa del Mondo                                                         | Berlino, Germania                                        | [ 53 ] |
| 200 m                    | 2'01"86  |                 | Katinka Hosszú                                                                                                | Ungheria           | 6 dicembre 2014                                    | Campionati mondiali                                                     | Doha, Qatar                                              | [ 54 ] |
| 400 m                    | 4'18"94  |                 | Mireia Belmonte García                                                                                        | Spagna             | 12 Agosto 2017                                     | Coppa del Mondo                                                         | Eindhoven, Paesi Bassi                                   | [ 55 ] |
| Staffette a stile libero |          |                 | |                    |                                                    |                                                                         |                                                          |        |
| 4x50 m                   | 1'32"50  | Record mondiale | Ranomi Kromowidjojo (23"05) Maaike de Waard (23"16) Kim Busch (23"47) Femke Heemskerk (22"82)                 | Paesi Bassi        | 12 dicembre 2020                                   | Wouda Cup                                                               | Eindhoven, Paesi Bassi                                   |        |
| 4x100 m                  | 3'26"53  |                 | Inge Dekker (52"39) Femke Heemskerk (50"58) Maud van der Meer (52"55) Ranomi Kromowidjojo (51"01)             | Paesi Bassi        | 5 dicembre 2014                                    | Campionati mondiali                                                     | Doha, Qatar                                              | [ 56 ] |
| 4x200 m                  | 7'32"85  |                 | Inge Dekker (1'54"73) Femke Heemskerk (1'51"22) Ranomi Kromowidjojo (1'54"17) Sharon van Rouwendaal (1'52"73) | Paesi Bassi        | 3 dicembre 2014                                    | Campionati mondiali                                                     | Doha, Qatar                                              | [ 57 ] |
| Staffette miste          |          |                 | |                    |                                                    |                                                                         |                                                          |        |
| 4x50 m                   | 1'42"38  |                 | Louise Hansson (25"91) Sophie Hansson (29"07) Sarah Sjöström (23"96) Michelle Coleman (23"44)                 | Svezia             | 17 dicembre 2021                                   | Campionati mondiali                                                     | Abu Dhabi, Emirati Arabi Uniti                           |        |
| 4x100 m                  | 3'46"20  |                 | Louise Hansson (56"25) Sophie Hansson (1'03"70) Sarah Sjöström (54"65) Michelle Coleman (51"60)               | Svezia             | 21 dicembre 2021                                   | Campionati mondiali                                                     | Abu Dhabi, Emirati Arabi Uniti                           | [ 58 ] |

Legenda:  - Record del mondo;

Record non ottenuti in finale: (b) - batteria; (sf) - semifinale; (s) - staffetta prima frazione.

### Mista
| Gara                     | Tempo   | +               | Atleta                                                                                             | Nazionalità | Data             | Evento              | Luogo                | Ref |
| ------------------------ | ------- | --------------- | -------------------------------------------------------------------------------------------------- | ----------- | ---------------- | ------------------- | -------------------- | --- |
| Staffetta a stile libero |         |                 | |             |                  |                     |                      |     |
| 4x50 m                   | 1'27"33 | Record mondiale | Maxime Grousset (20"92) Florent Manaudou (20"26) Béryl Gastaldello (23"00) Melanie Henique (23"15) | Francia     | 16 dicembre 2022 | Campionati mondiali | Melbourne, Australia |     |
| Staffetta mista          |         |                 | |             |                  |                     |                      |     |
| 4x50 m                   | 1'35"36 |                 | Miron Lifincev (22"39) Kirill Prigoda (24"94) Arina Surkova (24"43) Daria Trofimova (23"60)        | Russia      | 11 dicembre 2024 | Campionati mondiali | Budapest Ungheria    |     |
| 4x100 m                  | 3'30"47 | Record mondiale | Miron Lifincev (48"90) Kirill Prigoda (54"86) Arina Surkova (55"63) Daria Klepikova (51"08)        | Russia      | 14 dicembre 2024 | Campionati mondiali | Budapest Ungheria    |     |

Legenda:  - Record del mondo;

Record non ottenuti in finale: (b) - batteria; (sf) - semifinale; (s) - staffetta prima frazione.

## Classifica detentori record

### Per nazione
| Totale Record | Nazione       | VL     | VC     | Totale | VL    | VC    | Totale | VL    | VC    | Totale |
| Totale Record | Nazione       | Uomini | Uomini | Uomini | Donne | Donne | Donne  | Misti | Misti | Misti  |
| ------------- | ------------- | ------ | ------ | ------ | ----- | ----- | ------ | ----- | ----- | ------ |
| 14            | Russia        | 2      | 8      | 10     | 2     |       | 2      |       | 2     | 2      |
| 12            | Francia       | 5      | 6      | 11     |       |       |        |       | 1     | 1      |
| 10            | Ungheria      | 2      | 1      | 3      | 3     | 4     | 7      |       |       |        |
| 9             | Italia        | 3      | 2      | 5      | 3     | 1     | 4      |       |       |        |
| 9             | Svezia        |        |        |        | 4     | 5     | 9      |       |       |        |
| 9             | Gran Bretagna | 4      | 1      | 5      | 3     |       | 3      | 1     |       | 1      |
| 8             | Paesi Bassi   |        |        |        | 2     | 5     | 7      | 1     |       | 1      |
| 5             | Germania      | 2      | 2      | 4      |       | 1     | 1      |       |       |        |
| 4             | Danimarca     |        |        |        | 2     | 2     | 4      |       |       |        |
| 4             | Spagna        |        |        |        |       | 4     | 4      |       |       |        |
| 3             | Lituania      |        |        |        | 1     | 2     | 3      |       |       |        |
| 2             | Irlanda       | 1      | 1      | 2      |       |       |        |       |       |        |
| 2             | Svizzera      |        | 2      | 2      |       |       |        |       |       |        |
| 1             | Bielorussia   |        | 1      | 1      |       |       |        |       |       |        |
| 1             | Ucraina       | 1      |        | 1      |       |       |        |       |       |        |
| 1             | Grecia        |        | 1      | 1      |       |       |        |       |       |        |
| 1             | Romania       | 1      |        | 1      |       |       |        |       |       |        |

### Per atleta - uomini (Top 5)
| Record europei | Nome                 | Nazionalità   | Gara                                                                                     |
| -------------- | -------------------- | ------------- | ---------------------------------------------------------------------------------------- |
| 4              | Adam Peaty           | Gran Bretagna | 50 m rana VL 100 m rana VL 4x100 m mista VL 4x100 m mista mista VL 4x50 m mista mista VC |
| 3              | Kliment Kolesnikov   | Russia        | 100 stile libero VL 50 m dorso VL 100 dorso VC 4x100 m stile libero VC                   |
| 3              | Thomas Ceccon        | Italia        | 100 m dorso VL 4x100 m mista VL 4x100 m stile libero VC                                  |
| 3              | Frédérick Bousquet   | Francia       | 50 m stile libero VL 4x100 m stile libero VL 4x50 m stile libero VC                      |
| 3              | Paul Biedermann      | Germania      | 200 m stile libero VL 400 m stile libero VL 200 m stile libero VC                        |
| 3              | Amaury Leveaux       | Francia       | 4x100 m stile libero VL 100 m stile libero VC 4x50 m stile libero VC                     |
| 3              | James Guy            | Gran Bretagna | 4x200 m stile libero VL 4x100 m mista VL 4x100 m mista mista VL                          |
| 3              | Nicolò Martinenghi   | Italia        | 4×100 m mista VL 4x50 m mista VC 4x50 misti mista VC                                     |
| 2              | Léon Marchand        | Francia       | 200 m misti VL e VC 400 m misti VL                                                       |
| 2              | Vladimir Morozov     | Russia        | 100 m misti VC 4x50 m stile libero mista VC                                              |
| 2              | Alessandro Miressi   | Italia        | 4×100 m mista VL 4x100 m stile libero VC                                                 |
| 2              | Gregorio Paltrinieri | Italia        | 1500 m stile libero VL 800 m stile libero VC                                             |
| 2              | Daniel Wiffen        | Irlanda       | 800 m stile libero maschili VL e VC                                                      |

### Per atleta - donne (Top 5)
| Record europei | Nome                   | Nazionalità | Gara |
| -------------- | ---------------------- | ----------- | --- |
| 9              | Sarah Sjöström         | Svezia      | 50 m stile libero VL 100 m stile libero VL 50 m farfalla VL 100 m farfalla VL 100 m stile libero VC 200 m stile libero VC 100 m farfalla VC 4x50 m mista VC 4x100 m mista VC |
| 7              | Katinka Hosszú         | Ungheria    | 200 m farfalla VL 200 m misti VL 400 m misti VL 100 m dorso VC 200 m dorso VC 100 m misti VC 200 m misti VC                                                                  |
| 6              | Ranomi Kromowidjojo    | Paesi Bassi | 4x100 m stile libero VL 4x100 m stile libero mista VL 50 m stile libero VC 4x50 m stile libero VC 4x100 m stile libero VC 4x200 m stile libero VC                            |
| 5              | Femke Heemskerk        | Paesi Bassi | 4x100 m stile libero VL 4x100 m stile libero mista VL 4x50 m stile libero VC 4x100 m stile libero VC 4x200 m stile libero VC                                                 |
| 4              | Mireia Belmonte García | Spagna      | 400 m stile libero VC 800 m stile libero VC 200 m farfalla VC 400 m misti VC                                                                                                 |
| 3              | Rūta Meilutytė         | Lituania    | 100 m rana VL 50 m rana VC 100 m rana VLC |
| 3              | Inge Dekker            | Paesi Bassi | 4x100 m stile libero VL 4x100 m stile libero VC 4x200 m stile libero VC |